# حدائق المعادي

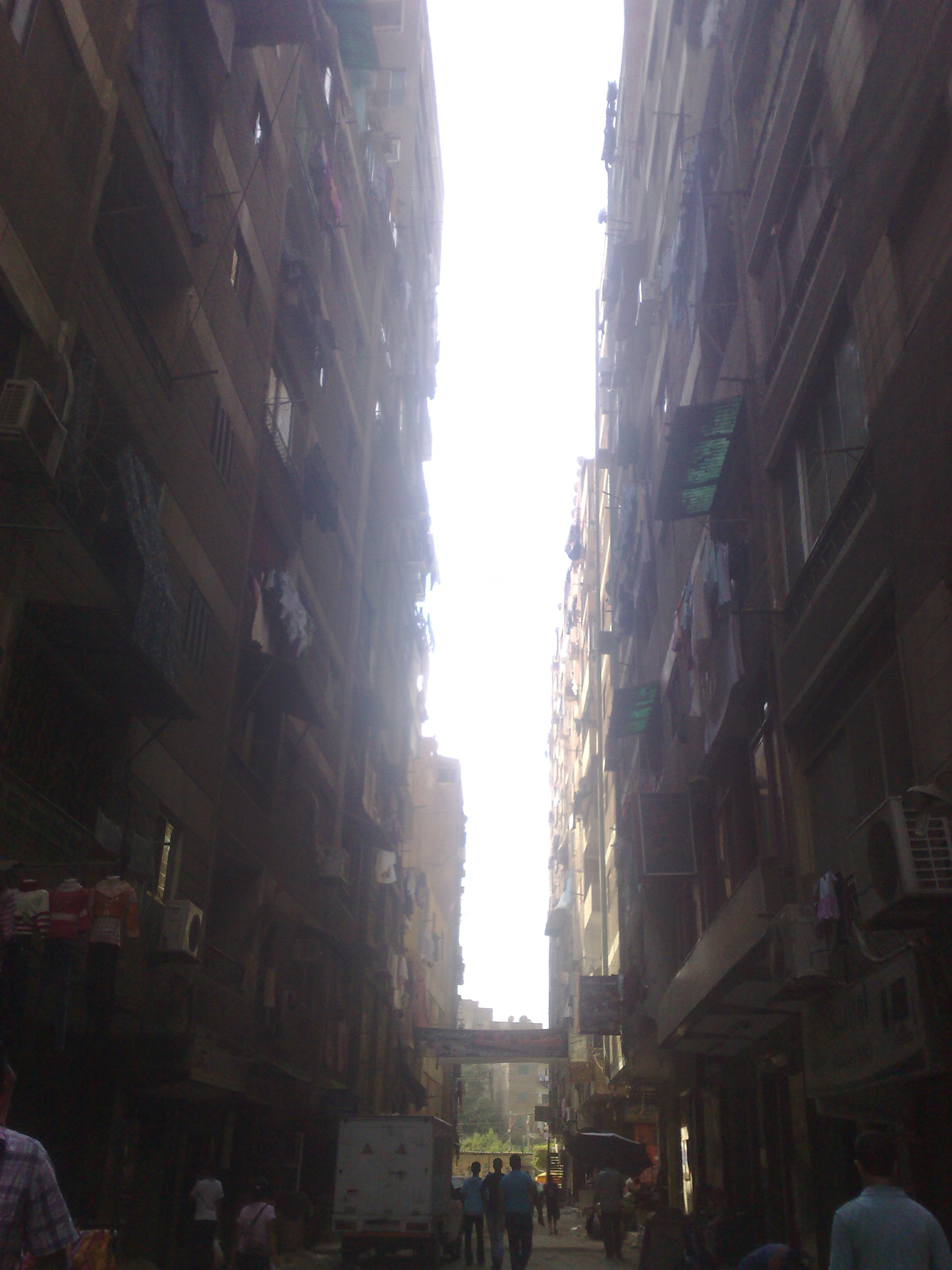
أحد شوارع حدائق المعادي

حدائق المعادى من المناطق الحديثة في القاهرة، أنشئت بعد خمسينيات القرن العشرين وكانت عبارة عن أرض زراعية لأطراف منطقه المعادى السكنية، وفي أواخر السبعينايات من القرن الماضي بدء الزحف العمرانى عليها وتحولت الأرض الزراعية إلى أرض بناء وتعد الآن من ازحم المناطق السكانية في القاهرة الكبرى حيث تحتل المرتبة الثالثة بعد شبرا ودار السلام.

## جغرافيا
يحدها من الشمال دار السلام ومن الجنوب المعادي ومن الشرق المعادى الجديدة والغرب نهر النيل ومنيل شيحه وميدان التحرير بحوالى 15 دقيقة تقريبا وعن حلوان بحوالى 30 دقيقه تقريبا ويمر بها مترو انفاق خط حلوان المرج بمحطه حدائق المعادى.ويوجد بها مدرسة الخليل إبراهيم الخاصة ومدرسة الخلفاء الراشدين ومدرسه الشهيد عبد الخالق نبيل الحكومية تبعد عن مترو الانفاق 3 دقائق

## أشهر الشوارع
- شارع عمار بن ياسر متفرع من شارع 9
- حسنين الدسوقى
- شارع رفعت الأمير بجوار مدرسة الخليل إبراهيم
- الثورة يمتد من شارع حسنين دسوقى حتى عبد الحميد مكي
- شارع الحرية يمتد من شارع أحمد ذكي إلى سور مترو الأنفاق وشارع 9
- عبد الحميد مكي
- شارع أحمد زكي
- أولاد حسن بكر
- حسنى محمود بين عبد الحميد مكي وإبراهيم عواد
- إبراهيم عواد
- شارع فرج يوسف وهو الموازي لشارع عبد الحميد مكي من جهة دار السلام
- شارع أبو الوفا وهو التالي لشارع فرج يوسف
- شارع النزهة
- شارع امتداد 9 وشارع 67 و 105 و 108 الموازى لخط المترو